# Forestier
Pour les articles homonymes, voir Forestier (homonymie).
Le terme de forestier désigne dans le langage courant un ingénieur forestier ou un technicien forestier.

## Histoire
Selon Bouillet, le mot forestier désignait autrefois les officiers qui sous les deux premières lignées des rois de France, avaient juridiction dans les pays forestiers. Selon Niermayer, forestier était le nom donné au régisseur d'une forêt royale ou seigneuriale.
Les gouverneurs de la Flandre s'appelaient « grands forestiers », mais ce titre pourrait plutôt venir du vieux flamand Forst, qui signifie président ou comte. 
Ce titre de forestier disparaît après Charles le Chauve.
Remarque : toujours selon Bouillet, l'expression « villes forestières » désignait spécifiquement quelques villes allemandes comprises dans l'ancien cercle de Souabe et situées jadis dans la Forêt noire, qui ne s'étend plus aujourd'hui jusque-là. C'était au XVIIIe siècle : Laufenbourg, Rheinfelden, Seckingen, Waldshut, Ensisheim. Quatre villes de Suisse ont eu cette dénomination (Lucerne, Schwytz, Altorf et Stans)

## Tendances
Le métier de forestier a récemment beaucoup évolué en intégrant la mécanisation et les progrès de l'informatique (système d'information géographique notamment). Le bois tend à être mis sur un marché de moins en moins local, souvent mondial.
Benoît Boutefeu et Paul Arnould dans une analyse du métier de forestier public (2006) distinguent en France deux grandes « écoles de pensée » chez les forestiers : la première correspond à un forestier plutôt écologue et plus sensible à la nature et à sa protection, l'autre est plus sensible aux aspects économiques du métier et aux fonctions productives de la forêt. Pour chacun de ces deux groupes, les relations aux exploitant, au grand public, au politique, aux chasseurs, aux scientifiques ou aux associations d'écologistes sont très différentes, voire plutôt inverses, le second type étant historiquement prédominant.

## Œuvre des forestiers
La gestion et la recherche sur la forêt a pris depuis le XIXe siècle un caractère international tant les conséquences environnementales et économiques sont importantes pour un pays et ses voisins.
La création de l'IUFRO en 1892 a rendu visible une grande partie des échanges scientifiques lors des collaborations internationales.
À chaque congrès de l'IUFRO, des forestiers français de l'école ou du gouvernement sont présents, témoignant des enjeux internationaux.  
Cet article comprend des extraits du Dictionnaire Bouillet. Il est possible de supprimer cette indication, si le texte reflète le savoir actuel sur ce thème, si les sources sont citées, s'il satisfait aux exigences linguistiques actuelles et s'il ne contient pas de propos qui vont à l'encontre des règles de neutralité de Wikipédia.